# Correos de El Salvador
Correos de El Salvador es una dependencia del Ministerio de Gobernación encargada de ofrecer servicios postales con cobertura nacional e internacional. Por mandato constitucional, le corresponde al Estado salvadoreño prestar estos servicios por sí mismo o por medio de instituciones autónomas, y vigilar esta actividad cuando es prestada por empresas privadas.

## Historia

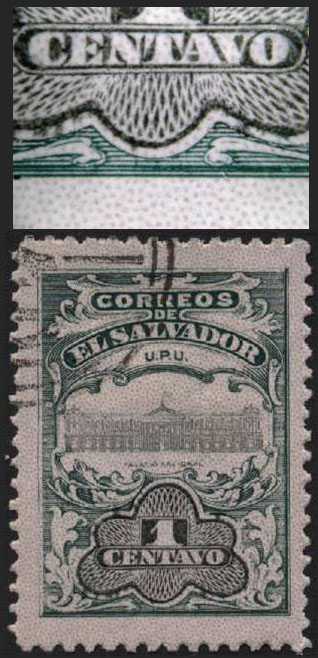
Estampilla de 1907.

Durante la época de la colonización española, el servicio de correos se encontraba reglamentado en la región centroamericana, pues existía comunicación desde la localidad de Santiago de los Caballeros hacia San Cristóbal de Chiapas  y Cartago, cubriendo las zonas norte y sur. Precisamente, en el Partido San Salvador se encontraba una oficina postal, según informe de Antonio Gutiérrez y Ulloa. Desde la desaparición de la República Federal de Centroamérica, el servicio era mantenido mediante convenios entre los Estados. El primer dato sobre la Dirección General de Correos fue que en el año de 1847, José Escolástico Andrino fue nombrado director general de Correos.
En el 25 de agosto de 1847 el poder ejecutivo acordó el establecimiento de un correo semanario que conduzca la correspondencia que hubiere para los Departamentos de San Vicente y San Miguel, que ese correo sería despachado por el administrador general de San Salvador los jueves de cada semana y la Administración de San Miguel lo haría salir de esa ciudad para la capital de la misma manera el lunes siguiente a su llegada, y que el correo sería pagado con los fondos de la Administración de Correos; antes de este decreto, el correo que salía de San Salvador con correspondencia para los demás Estados, llevando la de los Departamentos de San Vicente y San Miguel, se verificaba cada 15 días.
En la Gaceta del Salvador del 8 de febrero de 1850, se anunció al público que la Administración General de Correos del Estado se había establecido en la casa número 1 de la Calle del Comercio, frente a la Calle de la Soledad.
En la Gaceta del Salvador del 9 de mayo de 1851, se publicaron los horarios de los correos semanales de San Salvador:
|           | Salidas                                          | Salidas                                                                  | Entradas                   | Entradas |
| Para      | Correspondencias                                 | De                                                                       | Bandera                    |          |
| --------- | ------------------------------------------------ | ------------------------------------------------------------------------ | -------------------------- | -------- |
| Lunes     | - Sonsonate - Ahuachapán - Santa Ana             | - Puerto de Acajutla - Departamento de Sonsonate                         |                            |          |
| Martes    |                                                  |                                                                          | - Estados Centroamericanos | Azul     |
| Miércoles | - Cojutepeque - San Vicente - San Miguel         | - Departamento de San Vicente - Departamento de San Miguel - Honduras    | - Guatemala                | Blanca   |
| Jueves    |                                                  |                                                                          | - San Miguel - San Vicente | Roja     |
| Viernes   | - Guatemala - México - Ultramar                  | - Departamento de Sonsonate                                              |                            |          |
| Sábado    | - Nicaragua - Honduras - Costa Rica - Sudamérica | - Cojutepeque - San Vicente - San Miguel - Puerto de La Unión - Ultramar | - Sonsonate                | Amarilla |

La Administración de Correos se hallaba en la casa número 22 de la Calle de Marte, en una esquina de la Plaza de Santo Domingo.
En el 27 de octubre de 1851, el poder ejecutivo decretó un reglamento que organizó la administración de correos.
Tras el terremoto que destruyó a San Salvador en 1854, el gobierno se trasladó a Cojutepeque. Por tanto la Administración General de Correos se trasladó a la misma ciudad y los correos habían de salir y entrar de ella.
En el 25 de junio de 1857, un nuevo arreglo de correos que fue hecho durante la gestión del administrador general Agustín Rivas para las salidas de correos de la Administración General en Cojutepeque. Este arreglo fue publicado en la Gaceta del Salvador en el 1 de julio de 1857, siendo las siguientes:
|           | Para                | Correspondencias |
| --------- | ------------------- | --- |
| lunes     | Ciudad de Guatemala | - Departamentos dependientes de la Ciudad de Guatemala - San Salvador - Santa Ana - Ahuachapán - Metapán - México - Ultramar |
| miércoles | León                | - San Vicente - Zacatecoluca - San Miguel - La Unión - Nicaragua - Honduras - Costa Rica - América del Sur                   |
| miércoles | Sonsonate           | - San Salvador - Nueva San Salvador - Acajutla                                                                               |
| viérnes   | Ciudad de Guatemala | - Departamentos dependientes de la Ciudad de Guatemala - San Salvador - Santa Ana - Ahuachapán - Metapán - México - Ultramar |
| sábado    | Tejutla             | - Ilobasco - Suchitoto - Chalatenango                                                                                        |
| sábado    | León                | - San Vicente - Zacatecoluca - San Miguel - La Unión - Nicaragua - Honduras - Costa Rica - América del Sur                   |

En el 15 de enero de 1867, se decretó un Reglamento de Correos. En el 1 de marzo, las estampillas fueron de uso obligatorio en el país. Tales sellos tenían forma oval y mostraban la figura del volcán de San Miguel rodeado de once estrellas en representación de los once departamentos en que estaba dividida la república en ese tiempo. El 1 de junio de 1878 fue celebrado en París el II Congreso Postal Universal donde El Salvador ingresó a la Unión Postal Universal. 
En el 23 de mayo de 1891, durante la presidencia de Carlos Ezeta, el poder ejecutivo aprobó un Reglamento General de Correos. En el 1 de septiembre quedó instalado el servicio de buzones en San Salvador. Años después, en el 27 de septiembre de 1893, el presidente Carlos Ezeta firmó un nuevo Reglamento General de Correos, el cual fue publicado en el Diario Oficial en el 10 de octubre.
En el siglo XX el trabajador de correos obtuvo su "Día del empleado postal salvadoreño” cada 5 de noviembre, decretado por la Asamblea Legislativa en 1954. Por otro lado, un nuevo edificio fue inaugurado en 1973 para alojar las oficinas administrativas de la Dirección General de Correos en el Centro de Gobierno, cuya sede anterior resultó destruida por un incendio en 1955.

## Servicios
Correos de El Salvador ofrece asistencia de servicio expreso; lista de correos; servicio para exportadores de la micro, pequeña y mediana empresa; servicios básicos de entrega de cartas, postales, impresos o pequeños paquetes; correspondencia empresarial y apartados postales, entre otros. Asimismo, para los aficionados a la filatelia, dispone de ventas de sellos e inclusive un museo. En el año 2009, la institución obtuvo el primer lugar de servicios postales de América Latina en la clasificación efectuada por la cooperativa Express Mail Service (EMS), de la Unión Postal Universal.